# Montagnes Chiricahua
Les montagnes Chiricahua sont une chaîne de montagnes du sud-est de l'Arizona dont le point culminant est le pic Chiricahua (en) qui culmine à 2 975 m d'altitude. Située dans le comté de Cochise, cette chaîne de montagne est entièrement incluse dans la forêt nationale de Coronado et abrite le Chiricahua National Monument.

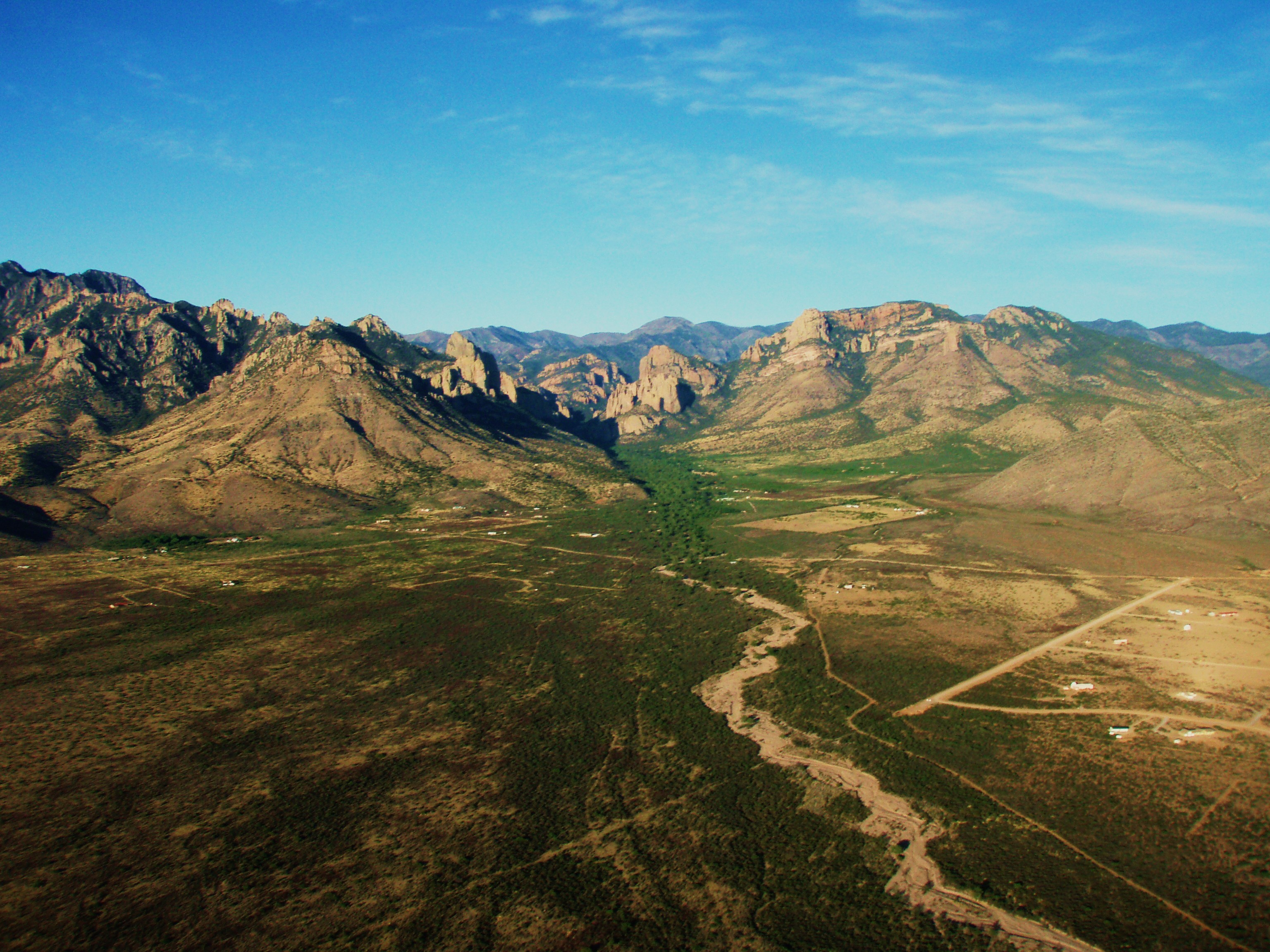
Vue aérienne du canyon de Cave Creek dans les montagnes Chiricahua.

Jusqu'à la fin du XIXe siècle, les montagnes Chiricahua ont servi de refuge aux Apaches Chiricahua menés notamment par Cochise puis Geronimo.